# Antônio Manuel de Freitas
Antônio Manuel de Freitas, barão de Rio Claro (Cunha, 1778 — Rio de Janeiro, 5 de agosto de 1869) foi um fazendeiro brasileiro.
Filho de Manuel Antônio da Silva e Florência Maria da Silva, casado com Teodora Francisca dos Reis. Foi possuidor de fazendas de café na região de Rio Claro e São João Marcos, na então Província do Rio de Janeiro. Era bisavô do poeta Fagundes Varela.
Agraciado Barão em 25 de março de 1849, era comendador da Imperial Ordem de Cristo.